# Apathya cappadocica
Apathya cappadocica är en ödleart som beskrevs av  Werner 1902. Apathya cappadocica ingår i släktet Apathya och familjen lacertider.
Denna ödla förekommer i södra Turkiet, norra Syrien, norra Irak och nordvästra Iran. Den lever i kulliga regioner och bergstrakter mellan 300 och 2300 meter över havet. Exemplaren vistas i klippiga landskap med lite växtlighet och de besöker ibland trädgrupper. Honor lägger tre till sju ägg per tillfälle.
För beståndet är inga hot kända. Hela populationen anses vara stabil. IUCN kategoriserar arten globalt som livskraftig.

## Underarter
Arten delas in i följande underarter:
- A. c. cappadocica
- A. c. muhtari
- A. c. schmidtlerorum
- A. c. urmiana
- A. c. wolteri